# Antefiqer
Antefiqer (auch Antefoqer) war ein altägyptischer Wesir, der unter Amenemhet I. und Sesostris I., Regenten der 12. Dynastie (Mittleres Reich), etwa um 1950 v. Chr. amtierte.

## Belege

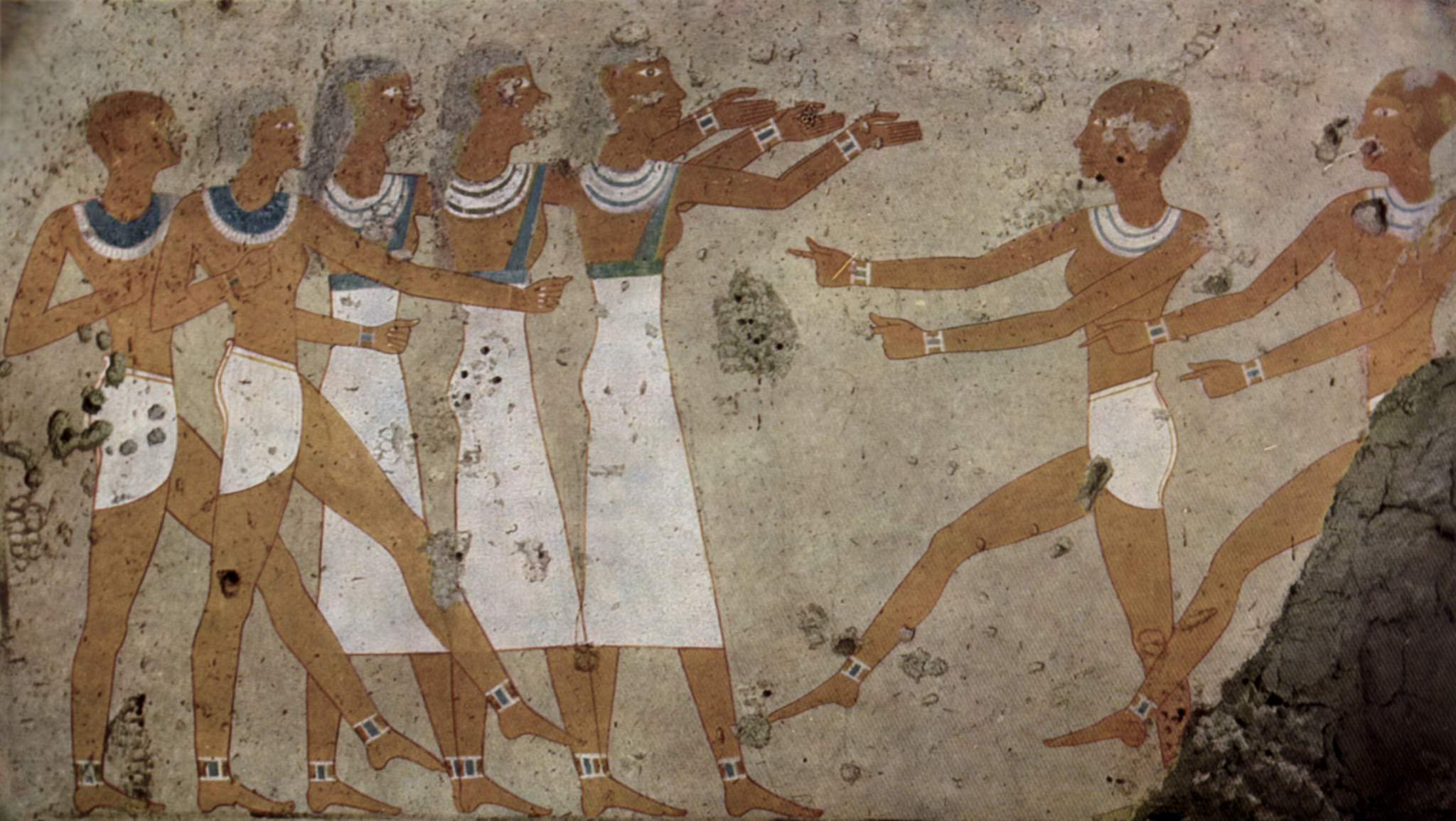
Malerei aus dem Grab der Senet in Theben

Antefiqer ist einer der bestbezeugten Beamten des Mittleren Reiches. In El-Lischt hatte er bei der Pyramide von Amenemhet I. sein Mastabagrab. Der Bau war etwa 12 × 14 m groß. Es gab einen Vorhof und drei Kultkammern, die südliche trug an der Westseite eine Scheintür. Die Wände waren mit versenktem Relief dekoriert. Es gab zwei Grabschächte, die jedoch nie untersucht wurden.
In Theben fand sich das reich dekorierte Felsgrab (TT60) seiner Mutter Senet. Antefiqer erscheint in zwei Felsinschriften in Unternnubien, demnach war er wohl vor allem am Ende der Regierungszeit von Amenemhet I. bei einem Nubienfeldzug beteiligt. Eine Inschrift aus dem Wadi el-Hudi ist in ein 20. Jahr datiert und berichtet von dem Herbeibringen von Amethyst. Weitere Inschriften fanden sich auf einer kleinen Stele westlich von Mersa Gawasis am Roten Meer. Auf der Stele befinden sich Anweisungen von Sesostris I., nach denen Antefiqer Schiffe für die Reise nach Punt bauen sollte. Besonders wichtig sind auch die sogenannten Reisner-Papyri, bei denen es sich um Verwaltungsdokumente handelt, die in einem Grab bei Naga-ed-Deir gefunden wurden. In diesen Papyri, in denen es um Bauarbeiten bei Thinis geht, sind mehrere Briefe des Wesirs als Kopie erhalten.